# デュラント・ブラウン
デュラント・ブラウン（Durrant Brown、1964年7月8日 - ）は、ジャマイカの元サッカー選手。元ジャマイカ代表。ポジションはディフェンダー。

## 来歴
1992年にジャマイカ代表デビュー。CONCACAFゴールドカップに2回出場した。1998 FIFAワールドカップ・北中米カリブ海予選・最終予選では9試合に出場、史上初のワールドカップ出場権を獲得した。1998 FIFAワールドカップではメンバーに選ばれたが、出場機会は無かった。ジャマイカ代表で通算100試合に出場した。

## 代表歴

### 出場大会
- ジャマイカ代表
  - 1998 FIFAワールドカップ

### 試合数
- 国際Aマッチ 100試合 0得点（1992年-1998年）[1]

| ジャマイカ代表 | 国際Aマッチ | 国際Aマッチ |
| 年             | 出場        | 得点        |
| -------------- | ----------- | ----------- |
| 1992           | 9           | 0           |
| 1993           | 12          | 0           |
| 1994           | 4           | 0           |
| 1995           | 18          | 0           |
| 1996           | 22          | 0           |
| 1997           | 25          | 0           |
| 1998           | 10          | 0           |
| 通算           | 100         | 0           |